# Фейрленд (Оклахома)
Фейрленд (англ. Fairland) — місто (англ. town) в США, в окрузі Оттава штату Оклахома. Населення — 1106 осіб (2020).

## Географія
Фейрленд розташований за координатами 36°45′6″ пн. ш. 94°50′50″ зх. д. / 36.75167° пн. ш. 94.84722° зх. д. (36.751653, -94.847132).  За даними Бюро перепису населення США в 2010 році місто мало площу 2,34 км², уся площа — суходіл. В 2017 році площа становила 2,59 км², уся площа — суходіл.

## Демографія
Згідно з переписом 2010 року, у місті мешкало 1057 осіб у 419 домогосподарствах у складі 285 родин. Густота населення становила 452 особи/км².  Було 477 помешкань (204/км²).
Расовий склад населення:
| - 66,2 % — білих - 21,2 % — корінних американців - 0,5 % — вихідців з тихоокеанських островів - 0,2 % — чорних або афроамериканців - 0,1 % — азіатів |

До двох чи більше рас належало 11,4 %. Частка іспаномовних становила 2,0 % від усіх жителів.
За віковим діапазоном населення розподілялося таким чином: 25,6 % — особи молодші 18 років, 55,3 % — особи у віці 18—64 років, 19,1 % — особи у віці 65 років та старші. Медіана віку мешканця становила 38,3 року. На 100 осіб жіночої статі у місті припадало 86,1 чоловіків;  на 100 жінок у віці від 18 років та старших — 83,2 чоловіків також старших 18 років.
Середній дохід на одне домашнє господарство  становив 43 238 доларів США (медіана — 36 750), а середній дохід на одну сім'ю — 51 241 долар (медіана — 43 438). Медіана доходів становила 29 954 долари для чоловіків та 27 875 доларів для жінок. За межею бідності перебувало 25,4 % осіб, у тому числі 43,0 % дітей у віці до 18 років та 6,2 % осіб у віці 65 років та старших.
Цивільне працевлаштоване населення становило 514 особи. Основні галузі зайнятості: освіта, охорона здоров'я та соціальна допомога — 22,0 %, мистецтво, розваги та відпочинок — 15,8 %, роздрібна торгівля — 13,2 %, виробництво — 13,2 %.